# 軽井沢風越学園
軽井沢風越学園（かるいざわかざこしがくえん）は、長野県北佐久郡軽井沢町に所在する学校法人軽井沢風越学園が運営する混在校。

## 概要
楽天創業メンバーで副社長を務めた本城慎之介が理事長、東京学芸大学准教授を歴任した岩瀬直樹が校長・園長となり、開校した私立の義務教育学校と幼稚園が一体となった混在校である。「すべての子どもの自由に生きるための力と、自由を相互に承認する感度を育む」という風越学園の理念は合流した哲学者で熊本大学准教授の苫野一徳の考えからきている。
義務教育学校は公設民営ができないため私立とし、全寮制の中高一貫校を目標に準備を進めたが、運営が難しい寮は断念し通学生のみを対象とした。中学を卒業する15歳までに自分の可能性を探り進路を切り開いてほしいとの理由から高校は併設していない。
教育課程は「前期課程」・「後期課程」に分かれ、幼稚園年少から小学2年生までが「前期課程」、小学3年生から中学3年生までが「後期課程」となる。普通の学校のような一斉授業はなく学級委員も日直もいない。チャイムも鳴らず、学びのコントローラーは子どもたちが持っている。
スタッフは約50人。全国から教員経験者ら数百名が応募した。

## 施設
風越公園や軽井沢72ゴルフ北コース近くの浅間山を望む約69,000㎡の自然豊かな敷地に、約6,700㎡の2階建ての校舎が建てられ、建物ボリューム、内部空間とも、浅間山からの軸線「浅間軸」を中心に扇形に平面構成されている。この学校は子どもたちが異年齢で集まり、自ら探求し、学びを深めていく。そのための空間として、校舎全体がライブラリーとして形成され、常に子どもたちが自然に本に触れることができる。壁は極力設けず、視線を遮らない空間は教科の隔てを取り去り、学びの重層化が期待され、幼稚園、ラボ、体育館の間にはデッキスペース等の外部空間を設けることで、屋外活動での学びの複合化も意図されている。
土地、建物、備品など総工費は数十億円に達したがすべて本城の自己資金で賄った。第62回BCS賞受賞。

## 沿革
- 2016年（平成28年）
  - 6月 - 設立準備開始。
  - 12月 - 一般財団法人軽井沢風越学園設立財団を設立。
- 2018年（平成30年）6月 - 長野県に学校法人の設立認可申請書及び幼稚園・義務教育学校の設置許可申請書を提出。
- 2019年（令和元年）
  - 10月x日 - 第207回長野県私立学校審議会にて二次審査の承認。
  - 10月30日 - 学校法人軽井沢風越学園の設置並びに軽井沢風越幼稚園・軽井沢風越学園の設置が長野県知事より認可される。
  - 10月31日 - 学校法人軽井沢風越学園が設立。
- 2020年（令和2年）
  - 4月7日 - 幼稚園開園・義務教育学校開校。
  - 4月14日 - はじまりの日。
  - 5月11日 - この日から、週2回3時間の分散登校実施。
  - 5月25日 - この日から、週4日×3時間の分散登校実施。
  - 6月1日 - この日から、通常登校実施。
- 2021年（令和3年）
  - 3月19日 - おわりの日。
  - 3月31日 - かぜびらきの日。

## アクセス
- 軽井沢町内巡回バス「風越公園」バス停下車後、徒歩10分。
- JR東日本北陸新幹線・しなの鉄道しなの鉄道線軽井沢駅から、上述の町内巡回バスで、「風越公園」バス停下車後、徒歩。